# Patience Dabany
Patience Marie Josephine Kama Dabany (Brazzaville, 22 de janeiro de 1941), também conhecida como Marie Joséphine Kama e Josephine Bongo, é uma cantora e musicista gabonesa da minoria etnica  bateke, serviu como primeira-dama gabonesa de 1967 a 1987. 
Durante 28 anos, foi casada com Omar Bongo Ondimba, que foi presidente do Gabão de 1967 a 2009. Após o divórcio, seguiu uma carreira musical bem-sucedida. Ela é mãe do ex-presidente do Gabão, Ali Bongo Ondimba, que sucedeu ao pai como líder do país em 2009.